# Episodi di Biancaneve a Beverly Hills (seconda stagione)
La seconda stagione di Biancaneve a Beverly Hills è stata trasmessa negli Stati Uniti da ABC a partire dal 17 settembre 1987. In Italia è stata trasmessa da Odeon TV nel 1989.
| nº | Titolo originale                     | Titolo italiano | Prima TV USA      | Prima TV Italia |
| -- | ------------------------------------ | --------------- | ----------------- | --------------- |
| 1  | Lillian Loses the Kids               |                 | 17 settembre 1987 |                 |
| 2  | The Charmings Go Plastic             |                 | 24 settembre 1987 |                 |
| 3  | The Witch is of Van Oaks             |                 | 1 ottobre 1987    |                 |
| 4  | The Fish Story                       |                 | 8 ottobre 1987    |                 |
| 5  | Cindy's Back In Town                 |                 | 15 ottobre 1987   |                 |
| 6  | A Charming Halloween                 |                 | 29 ottobre 1987   |                 |
| 7  | Trading Places                       |                 | 12 novembre 1987  |                 |
| 8  | Lillian Loses Her Powers             |                 | 19 novembre 1987  |                 |
| 9  | The Charmings and the Beanstalk      |                 | 26 novembre 1987  |                 |
| 10 | Yes, Lillian, There is a Santa Claus |                 | 17 dicembre 1987  |                 |
| 11 | The Charmings Get Robbed             |                 | 7 gennaio 1988    |                 |
| 12 | Birth of a Salesman                  |                 | 14 gennaio 1988   |                 |
| 13 | The Man Who Came to Dinner           |                 | 21 gennaio 1988   |                 |
| 14 | The Woman of His Dreams              |                 | 11 febbraio 1988  |                 |
| 15 | Lillian's Protege                    |                 | inedito           |                 |